# Xylocopa aeneipennis
Xylocopa aeneipennis är en biart som först beskrevs av Degeer 1773.  Xylocopa aeneipennis ingår i släktet snickarbin, och familjen långtungebin. Inga underarter finns listade i Catalogue of Life.